# Колібрі-короткодзьоб чорний
Колі́брі-короткодзьо́б чорний (Ramphomicron dorsale) — вид серпокрильцеподібних птахів родини колібрієвих (Trochilidae). Ендемік Колумбії.

## Опис
Завдовжки птах сягає 9—10 см, завважує 3,5 г. У самців верхня частина тіла вугільно-чорна, за очима білі плями. Пера на надхвісті мають пурпурово-бронзові кінчики. На горлі оливково-зелений «комір», решта нижньої частини тіла темно-сіра з рудувато-коричневим відтінком і зеленим відблиском. Хвіст середньої довжини, роздвоєний, пурпурово-чорний. Крайні стернові пера більш широкі. Дзьоб дуже короткий, дещо вигнутий. У самиць верхня частина тіла блискучо-зелена, надхвістя таке ж, як у самців. Нижня частина тіла рожевувата, поцяткована зеленими плямами. Хвіст такий, як у самців, однак дещо коротший. Крайні стернові пера мають білі кінчики.

## Поширення і екологія
Чорні колібрі-короткодзьоби є ендеміками гірського масиву Сьєрра-Невада-де-Санта-Марта на півночі Колумбії. Вони живуть на узліссях вологих гірських і карликових тропічних лісів та в парамо, на висоті від 2000 м над рівнем моря до снігової лінії на висоті 4600 м над рівнем моря. У травні-червні вони мігрують у долини. Чорні колібрі-короткодзьоби живляться нектаром рослин з родин вересових, дзвоникових, меластомових і маренових, а також еритрін, пуї і шавлії, а також комахами, яких ловлять в польоті або збирають з рослинності. Вони зависають у повітрі над квітками або чіпляються за квітку.

## Збереження
МСОП класифікує цей вид як такий, що перебуває під загрозою зникнення. Чорні колібрі-короткодзьобі є рідкісними птахами, яким загрожує знищення природного середовища.